# IC 4685
IC 4685 је расијано звјездано јато у сазвјежђу Стријелац које се налази на листи објеката дубоког неба у Индекс каталогу.
Деклинација објекта је - 23° 59' 14" а ректасцензија 18h 9m 17,4s. IC 4685 је још познат и под ознакама OCL 22, ESO 521-*N37, a x b of nebula.